# Soso Bekoshvili
‌
Pas d'image ? Cliquez ici

a Compétitions nationales et continentales officielles uniquement.

b Matchs officiels uniquement.
Dernière mise à jour le 31 mars 2025.
Soso Bekoshvili, né le 3 novembre 1993 à Tbilissi, est un joueur géorgien de rugby à XV évoluant au poste de pilier avec le Rouen NR. Il est international géorgien.

## Carrière

### En club
Soso Bekoshvili commence le rugby dans son pays natal. Il a été formé au RC Locomotive Tbilissi avec qui il commence sa carrière et dispute la finale du championnat de Géorgie face au Lelo Saracens mais s'y incline. En 2015, il rejoint la Fédérale 1 et le SO Chambéry. À l'issue de la saison 2015-2016, il remporte le Trophée Jean Prat avec le club savoyard.
En avril 2016, il s'engage avec le CA Brive Corrèze pour une saison, plus deux saisons en option. En novembre 2016, le club briviste lève les deux années en option de son contrat.
A l'issue de la saison 2018-2019 de Pro D2, il participe à la finale du championnat face à l'Aviron bayonnais avec une défaite 21 à 19. Les Brivistes retrouvent le Top 14.
En juin 2019, il prolonge son contrat pour deux saisons supplémentaires. En juin 2021, il prolonge à nouveau son contrat pour une saison avec Brive, portant son engagement jusqu'ne 2022.
En 2022, il s'engage pour une saison avec l'US Carcassonne en Pro D2.
Après la relégation de Carcassonne, il rejoint le club de Rouen dans le même championnat.

### En équipe nationale
En 2017, Soso Bekoshvili est sélectionné avec l'équipe de Géorgie pour la tournée américaine.
En 2017, il participe au Championnat international d'Europe.

## Palmarès
- Trophée Jean Prat :
  - Vainqueur (1) : 2016 avec le SO Chambéry
- Championnat de France de Pro D2 :
  - Vice-champion (1) : 2019 avec le CA Brive
- Barrage d'accession au championnat de France de Top 14 :
  - Vainqueur (1) : 2019 avec le CA Brive